# Дзехно
Дзехно (пол. Dziechno, нім. Seehof) — село в Польщі, у гміні Цевиці Лемборського повіту Поморського воєводства.
Населення — 75 осіб (2011).
У 1975-1998 роках село належало до Слупського воєводства.

## Демографія
Демографічна структура станом на 31 березня 2011 року:
|          | Загалом | Допрацездатний вік | Працездатний вік | Постпрацездатний вік |
| -------- | ------- | ------------------ | ---------------- | -------------------- |
| Чоловіки | 39      | 10                 | 23               | 6                    |
| Жінки    | 36      | 8                  | 20               | 8                    |
| Разом    | 75      | 18                 | 43               | 14                   |